# Rydzyna (gmina)
Pour les articles homonymes, voir Rydzyna (homonymie).
Rydzyna est une gmina mixte du powiat de Leszno, Grande-Pologne, dans le centre-ouest de la Pologne. Son siège est la ville de Rydzyna, qui se situe environ 9 km au sud-est de Leszno et 69 km au sud de la capitale régionale Poznań.
La gmina couvre une superficie de 135,56 km2 pour une population de 8 076 habitants en 2006.

## Géographie

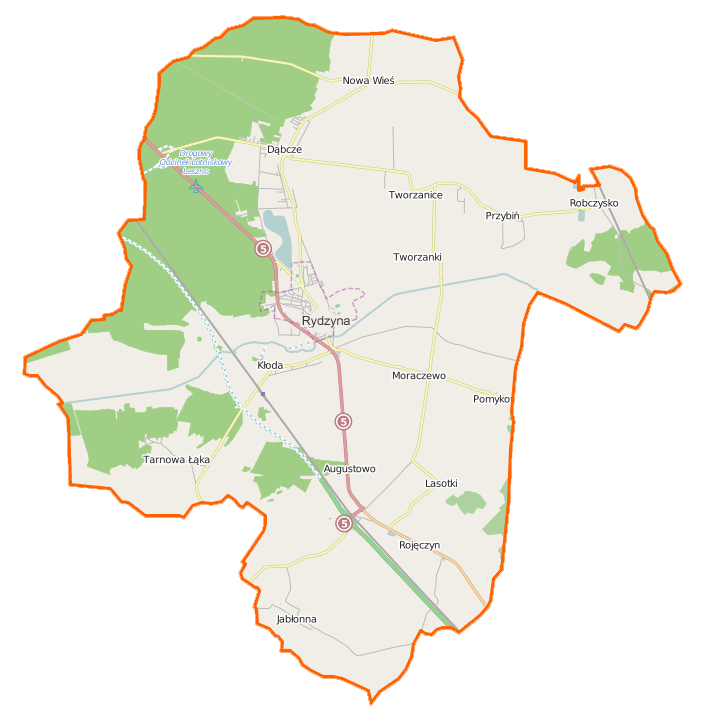
Plan de la gmina.

Outre la ville de Rydzyna, la gmina inclut les villages de:
- Augustowo
- Dąbcze
- Jabłonna
- Kaczkowo
- Kłoda
- Lasotki
- Maruszewo
- Moraczewo
- Nowa Wieś
- Nowy Świat
- Pomykowo
- Przybiń
- Robczysko
- Rojęczyn
- Tarnowa Łąka
- Tworzanice
- Tworzanki

### Gminy voisines
La gmina de Rydzyna est bordée des gminy de :
- Bojanowo
- Góra
- Krzemieniewo
- Leszno
- Osieczna
- Poniec
- Święciechowa

## Structure du terrain
D'après les données de 2002 la superficie de la commune de Rydzyna est de 135,56 km², répartis comme tel :
- terres agricoles : 69 %
- forêts : 23 %

La commune représente 16,85 % de la superficie du powiat.

## Démographie
Données du 30 juin 2004 :
| Description        | Total  | Total | Femmes | Femmes | Hommes | Hommes |
| ------------------ | ------ | ----- | ------ | ------ | ------ | ------ |
| Unité              | Nombre | %     | Nombre | %      | Nombre | %      |
| population         | 7 906  | 100   | 3 973  | 50,3   | 3 933  | 49,7   |
| Densité (hab./km²) | 58,3   | 58,3  | 29,3   | 29,3   | 29     | 29     |